# Kashinath Naik
Kashinath Naik (ur. 12 maja 1981) – hinduski lekkoatleta specjalizujący się w rzucie oszczepem.
W 2009 roku uplasował się na piątej lokacie mistrzostw Azji. Podczas rozegranych w Nowym Delhi igrzysk Wspólnoty Narodów (2010) wywalczył brązowy medal. Wielokrotnie stawał na podium mistrzostw Indii.
Rekord życiowy: 77,33 (12 września 2009, Hajdarabad).

## Osiągnięcia
| Rok  | Impreza                      | Miejsce        | Lokata     | Wynik |
| ---- | ---------------------------- | -------------- | ---------- | ----- |
| 2008 | Igrzyska Południowej Azji    | Koczin         | 2. miejsce | 72,73 |
| 2009 | Mistrzostwa Azji             | Kanton         | 5. miejsce | 73,38 |
| 2010 | Igrzyska Południowej Azji    | Dhaka          | 1. miejsce | 74,27 |
| 2010 | Igrzyska Wspólnoty Narodów   | Nowe Delhi     | 3. miejsce | 74,29 |
| 2010 | Igrzyska azjatyckie          | Kanton         | 8. miejsce | 73,96 |
| 2011 | Światowe igrzyska wojskowych | Rio de Janeiro | 4. miejsce | 74,17 |